# داي كين
داي كين (بالإنجليزية: Day Keene)‏ هو كاتب وكاتب سيناريو أمريكي، ولد في 28 مارس 1904 في شيكاغو في الولايات المتحدة، وتوفي في 9 يناير 1969 في هوليوود في الولايات المتحدة.

## وصلات خارجية
- داي كين على موقع IMDb (الإنجليزية)
- داي كين على موقع ألو سيني (الفرنسية)
- داي كين على موقع أول موفي (الإنجليزية)
- داي كين على موقع قاعدة بيانات الأفلام السويدية (السويدية)
- داي كين على موقع قاعدة بيانات الفيلم (الإنجليزية)
- داي كين على موقع كينوبويسك (الروسية)